# Rieumajou
Rieumajou (em occitano:  Riumajor) é uma comuna francesa na região administrativa da Occitânia, no departamento do Alto Garona. Estende-se por uma área de 3.77 km², com 136 habitantes, segundo o censo de 2018, com uma densidade de 36 hab/km².